# Teatri delle Marche
Questa lista è suscettibile di variazioni e potrebbe essere incompleta o non aggiornata.

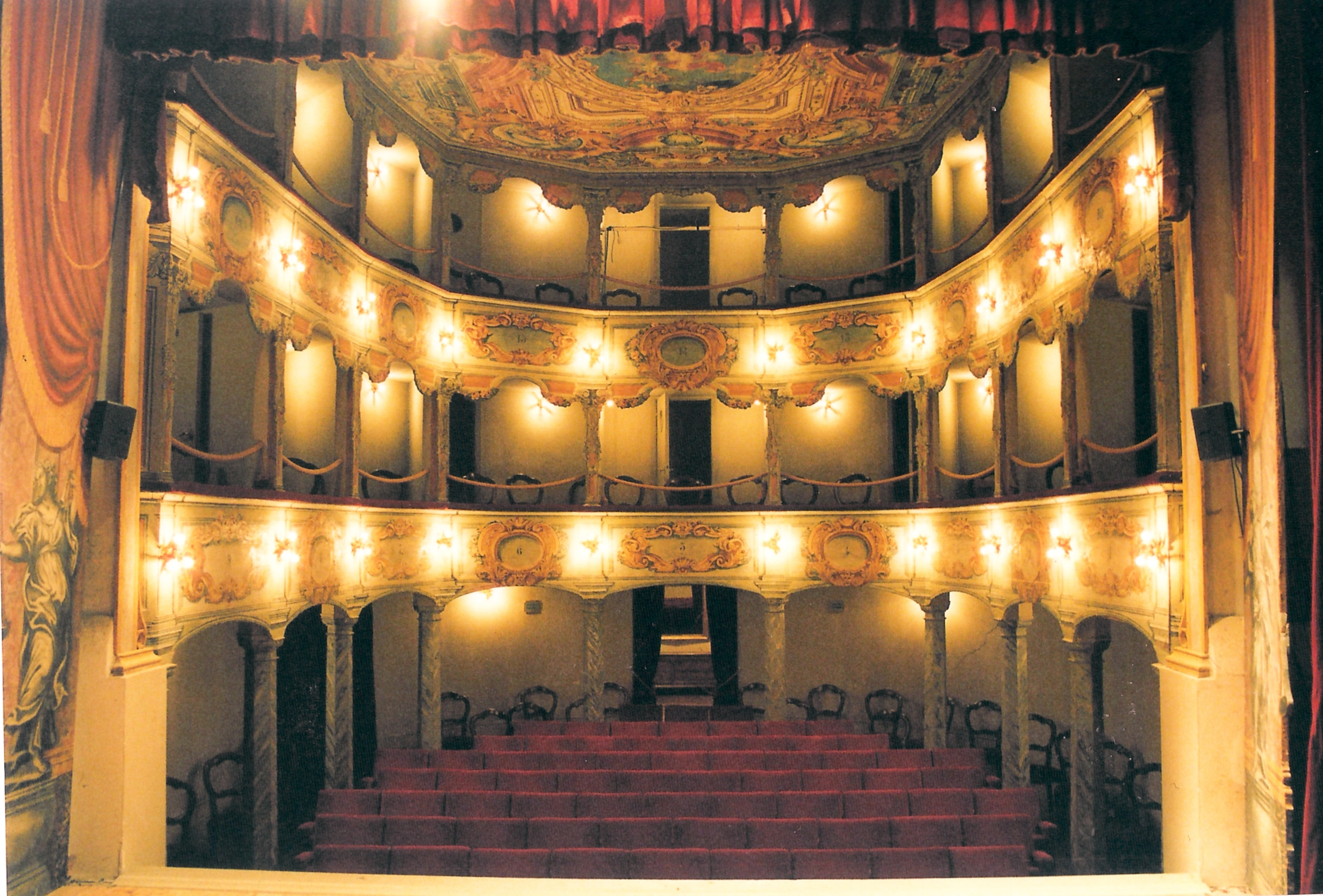
Interno del Teatro Flora di Penna San Giovanni

I teatri delle Marche  sono un'importante istituzione culturale della regione. Molti di questi sono stati realizzati tra il settecento e l'ottocento, epoca in cui anche i comuni di piccole dimensioni si erano prefissati di avere tale istituzione culturale. Un gran numero di questi teatri storici, un centinaio circa, sono giunti sino ad oggi e costituiscono un prezioso patrimonio culturale per la regione.
Una tipologia di edifici teatrali del tutto particolare sono i teatri romani. In epoca romana nel territorio corrispondente alla regione Marche erano presenti 35 municipi romani e si pensa che ognuno fosse dotato di teatro e anfiteatro. Gran parte di queste antiche strutture sono andate distrutte dai secoli; altre, come il teatro romano di Suasa, sebbene individuate devono essere ancora riportate alla luce. Pochissimi sono i teatri o gli anfiteatri romani superstiti, alcuni dei quali vengono ancora oggi utilizzati come suggestionante scenario per la rappresentazione di opere teatrali moderne e antiche.
Nell'elenco i teatri e gli anfiteatri romani superstiti e ancor oggi utilizzati per rappresentazioni sono segnalati con l'asterisco. (*)

## Provincia di Ancona

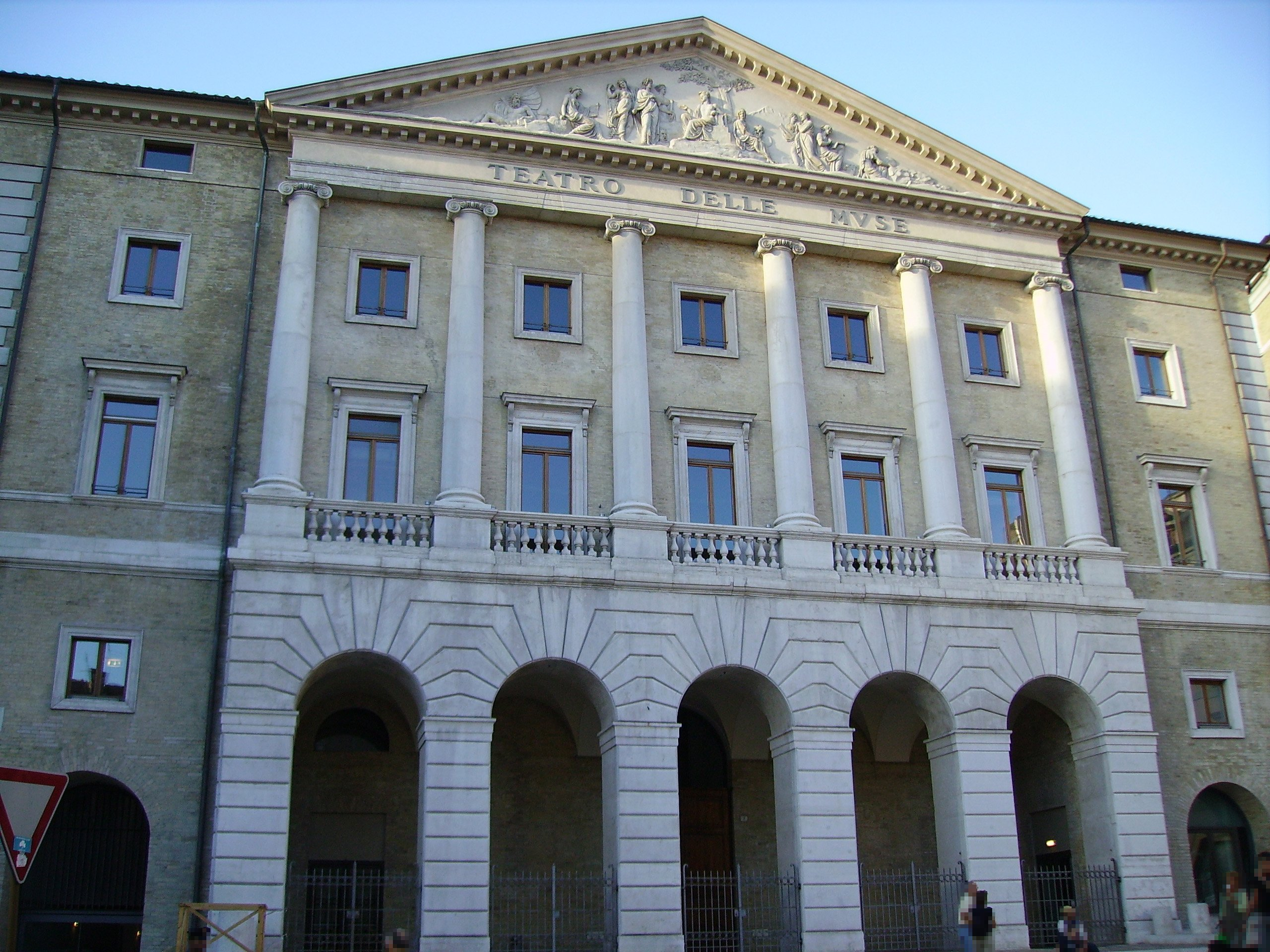
La facciata neoclassica del Teatro delle Muse di Ancona

### Ancona
- Teatro delle Muse, Ancona
- Teatro sperimentale Lirio Arena, Ancona
- Teatro Metropolitan, Ancona (demoliti gli interni - non più attivo)
- Teatro Goldoni, Ancona (demoliti gli interni - ora cinema multisala)
- Teatro Panettone
- Cinema Teatro Galleria, Ancona
- Cinema Teatro Italia, Ancona
- Anfiteatro romano di Ancona, Ancona (*)

### Jesi
- Teatro Giovanni Battista Pergolesi
- Teatro studio Valeria Moriconi
- Cine-Teatro Il Piccolo
- Teatro romano di Jesi (distrutto)

### Senigallia
- Teatro La Fenice
- Auditorium San Rocco
- Cineteatro Gabbiano
- Teatro Portone

### Provincia
- Teatro Misa, Arcevia

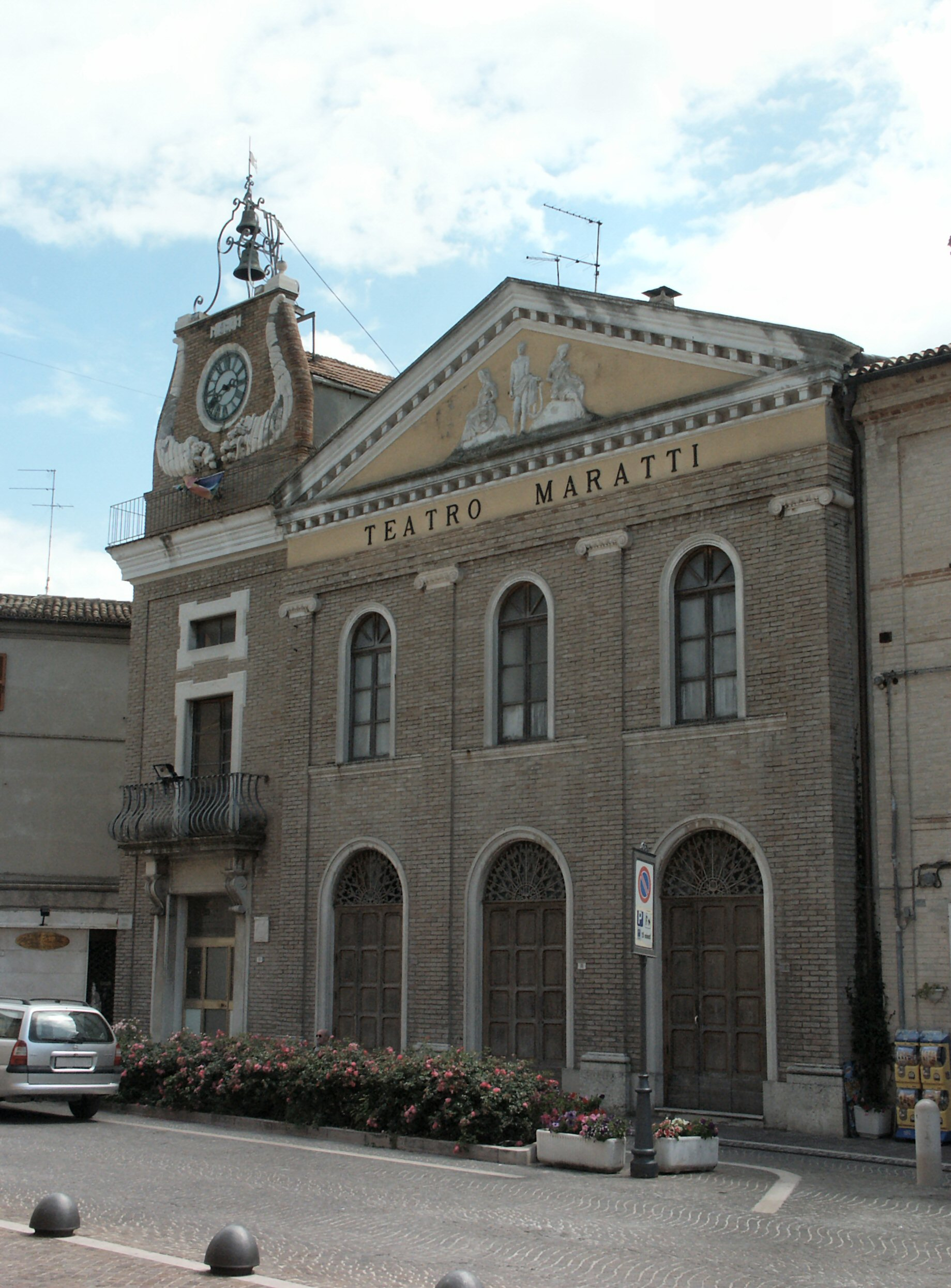
La facciata neoclassica del Teatro Maratti di Camerano

- Teatro Carletti Giampieri, Piticchio frazione di Arcevia
- Teatro Maratti, Camerano
- Teatro Beniamino Gigli, Castelbellino
- Nuovo Teatro Astra, Castelfidardo
- Nuovo Teatro Giacomo Leopardi, Castel Colonna
- Anfiteatro romano di Suasa, Suasa - Castelleone di Suasa (*)
- Teatro romano di Suasa, Suasa - Castelleone di Suasa (distrutto)
- Teatro romano di Ostra antica, Ostra antica - Ostra Vetere (*)
- Teatro comunale, Chiaravalle
- Teatro Carlo Goldoni, Corinaldo
- Teatro Concordia, Cupramontana (distrutto)
- Teatro Gentile da Fabriano, Fabriano
- Teatro-Arena Ciucci, Falconara Marittima (distrutto)
- Cineteatro Torquis, Filottrano
- Teatro comunale San Gallo, Loreto
- Teatro Gaspare Spontini, Maiolati Spontini
- Teatro Beniamino Gigli, Monte Roberto
- Teatro comunale, Montecarotto
- Teatro Vittorio Alfieri, Montemarciano
- Teatro condominiale La Fortuna, Monte San Vito
- Teatro la nuova Fenice, Osimo
- Teatro La Vittoria, Ostra
- Teatro comunale, Poggio San Marcello
- Teatro della Luna, Polverigi
- Teatro Primo Ferrari, San Marcello
- Teatro comunale Santa Maria del Mercato, Serra San Quirico
- Teatro Cortesi, Sirolo

## Provincia di Ascoli Piceno

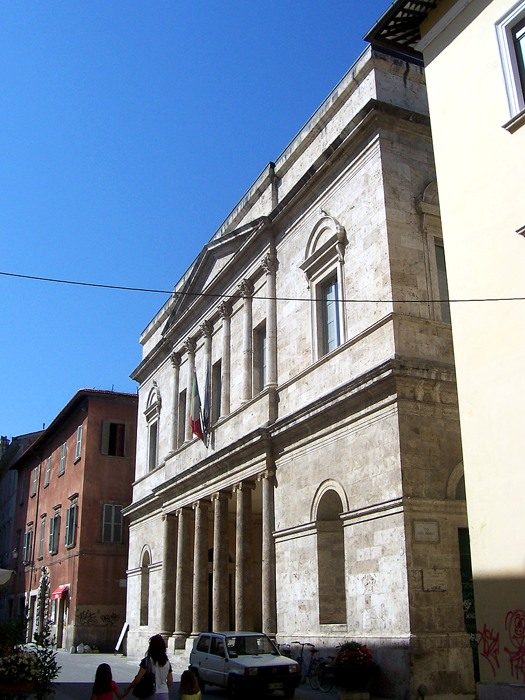
La facciata neoclassica in travertino del Teatro Ventidio Basso di Ascoli Piceno

### Ascoli Piceno
- Anfiteatro romano di Ascoli Piceno, Ascoli Piceno (distrutto)
- Teatro della Vittoria (1579) Ascoli Piceno (distrutto)
- Auditorium Emidio Neroni, Ascoli Piceno
- Teatro dei Filarmonici, Ascoli Piceno
- Teatro romano, Ascoli Piceno (*)
- Teatro Ventidio Basso, Ascoli Piceno

### Provincia
- Teatro dei Combattenti, Acquasanta Terme
- Teatro dell'Arancio, Grottammare
- Teatro Serpente Aureo, Offida
- Teatro Luigi Mercantini, Ripatransone
- Teatro San Filippo Neri, San Benedetto del Tronto
- Teatro comunale Concordia, San Benedetto del Tronto (ex Teatro Pomponi)

## Provincia di Fermo

### Fermo
- Teatro dell'Aquila, Fermo
- Teatro romano di Fermo, Fermo
- Teatro all’aperto di Villa Vitali, Fermo
- Teatro nuovo di Capodarco, fraz. Capodarco, Fermo

### Provincia
- Teatro comunale, Altidona
- Teatro La Fenice, Amandola
- Teatro comunale, Campofilone
- Anfiteatro romano, Falerone (*)
- Teatro romano, Falerone (*)
- Teatro Ermete Novelli, Grottazzolina
- Teatro Alaleona, Montegiorgio
- Teatro La Fenice, Montegranaro (distrutto)
- Cine-teatro La Perla, Montegranaro
- Teatro Vincenzo Pagani, Monterubbiano
- Teatro comunale, Monte Urano
- Teatro comunale, Montottone (distrutto)
- Teatro dell'iride, Petritoli
- Teatro comunale, Porto San Giorgio
- Teatro delle Api, Porto Sant'Elpidio
- Teatro del Leone, Santa Vittoria in Matenano
- Teatro Cicconi, Sant'Elpidio a Mare
- Teatro De Cadilhac, Torre San Patrizio

## Provincia di Macerata

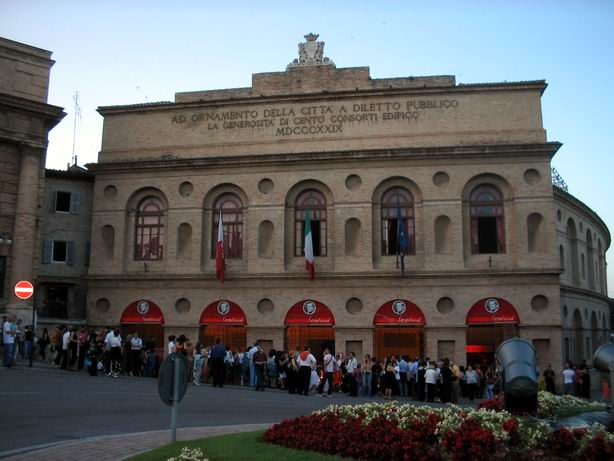
L’Arena Sferisterio di Macerata, uno dei teatri all'aperto più grandi

### Macerata
- Anfiteatro romano di Helvia Recina, Helvia Recina (distrutto)
- Teatro romano di Helvia Recina, Helvia Recina (*)
- Teatro Lauro Rossi
- Arena Sferisterio

### Civitanova Marche
- Teatro Annibal Caro
- Teatro Enrico Cechetti
- Cine-teatro Rossini

### Provincia
- Teatro Giovanni Mestica, Apiro
- Teatro comunale, Appignano (distrutto)
- Teatro comunale, Caldarola
- Teatro Filippo Marchetti, Camerino
- Teatro comunale, Castelraimondo
- Teatro condominiale "G.Verdi", Cingoli (distrutto)
- Teatro Farnese, Cingoli
- Teatro G.B. Velluti, Corridonia
- Teatro comunale, Loro Piceno
- Teatro Giuseppe Piermarini, Matelica
- Teatro Apollo, Mogliano
- Teatro delle Logge, Montecosaro
- Teatro La Rondinella, Montefano
- Teatro Nicola degli Angeli, Montelupone
- Teatro Durastante, Monte San Giusto
- Teatro comunale, Morrovalle
- Teatro Flora, Penna San Giovanni
- Teatro comunale, Petriolo
- Teatro Giuseppe Verdi, Pollenza
- Arena Beniamino Gigli, Porto Recanati
- Teatro Bruno Mugellini, Potenza Picena
- Teatro Giuseppe Persiani, Recanati
- Teatro de' Nobili, Recanati (distrutto)
- Teatro comunale Giacomo Leopardi, San Ginesio
- Teatro Feronia, San Severino Marche
- Teatro della Vittoria, Sarnano
- Teatro Nicola Antonio Angeletti, Sant'Angelo in Pontano
- Teatro Nicola Vaccaj, Tolentino
- Teatro comunale, Treia
- Anfiteatro romano, Urbisaglia (*)
- Teatro romano, Urbisaglia (*)

## Provincia di Pesaro e Urbino

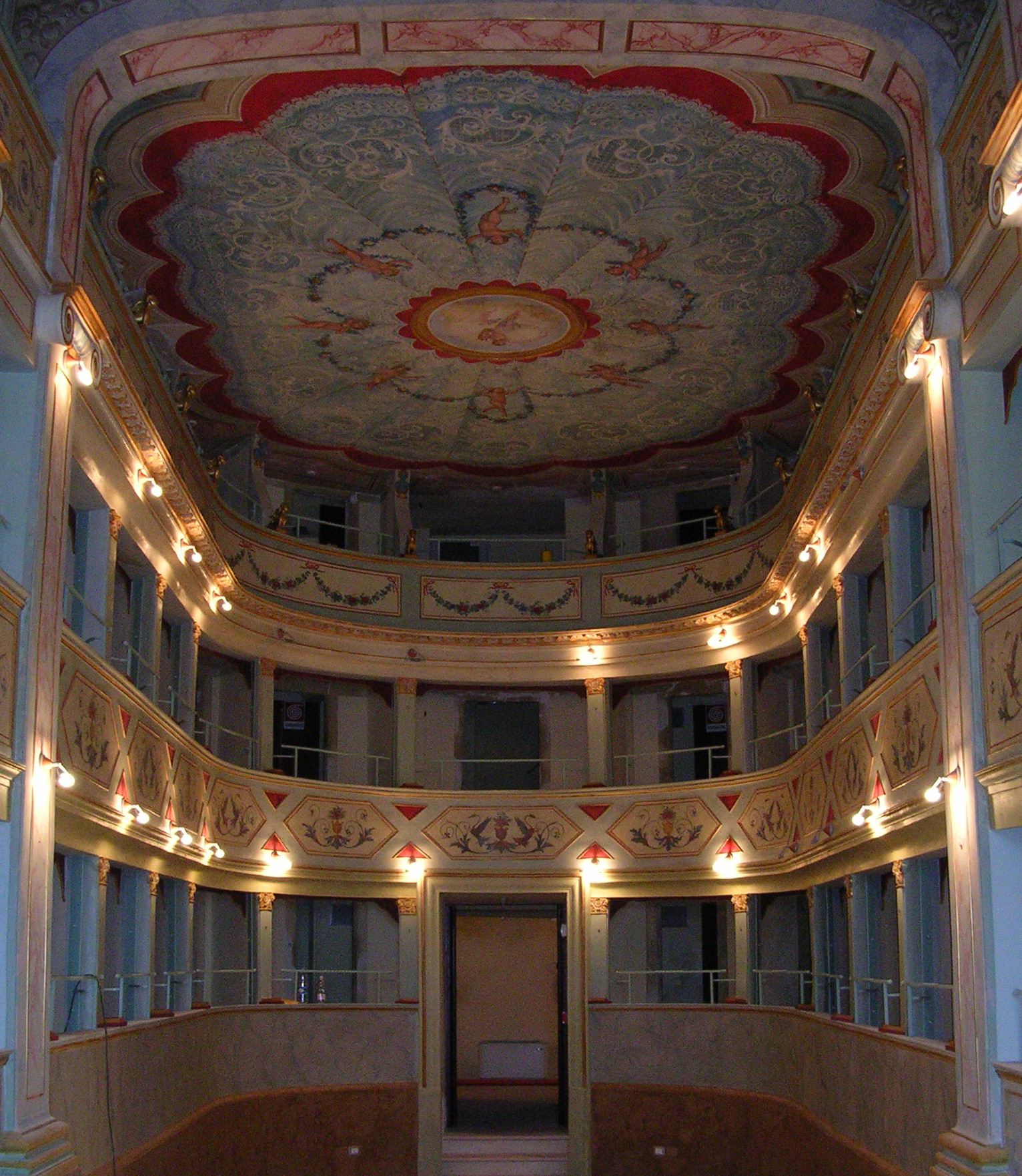
Veduta dei palchi del Teatro Apollo di Mondavio

### Pesaro
- Teatro Rossini
- Teatro sperimentale Odoardo Giansanti

### Urbino
- Teatro Sanzio
- Cinema Teatro Ducale
- Teatro dei Pascolini (distrutto)
- Teatro romano di Urvinum Metaurense, (resti)

### Fano
- Teatro della Fortuna
- Anfiteatro romano di Fanum Fortunae, (resti)
- Teatro romano di Fanum Fortunae, (resti)

### Provincia
- Teatro Conti, Acqualagna
- Teatro dei filodrammatici, Apecchio
- Teatro comunale, Cagli
- Teatro comunale, Cantiano
- Teatro del Trionfo, Cartoceto
- Teatro Petrucci, Fossombrone (distrutto)
- Teatro comunale, Gradara
- Teatro "dei Condomini", Macerata Feltria (distrutto)
- Teatro Battelli, Macerata Feltria
- Teatro Apollo, Mondavio
- Teatro "Angel dal Foco", Pergola
- Teatro della Concordia, San Costanzo
- Teatro Mario Tiberini, San Lorenzo in Campo
- Teatro condominiale Zuccari, Sant'Angelo in Vado
- Teatro della Rocca, Sassocorvaro
- Teatro Bramante, Urbania